# Pedras Grandes
Pedras Grandes est une ville brésilienne du sud de l'État de Santa Catarina.

## Géographie
Pedras Grandes se situe par une latitude de 28° 26′ 09″ sud et une longitude de 49° 11′ 06″ ouest, à une altitude de 39 mètres.
Sa population était de 4 107 habitants au recensement de 2010. La municipalité s'étend sur 172 km2.
Elle fait partie de la microrégion de Tubarão, dans la mésorégion Sud de Santa Catarina.

## Villes voisines
Pedras Grandes est voisine des municipalités (municípios) suivantes :
- Orleans
- São Ludgero
- Tubarão
- Treze de Maio
- Morro da Fumaça
- Urussanga